# Jaroslav Kramář
Jaroslav Kramář (11. dubna 1910 Velké Hamry – 16. dubna 1990) byl český parazitolog, entomolog, imunolog.

## Život
Narodil se v rodině tkalce. Vystudoval učitelský ústav v Jičíně v roce 1929, působil na střední škole a v roce 1938 se zapsal na Přírodovědecké fakultě UK v Praze. Válka vše  přerušila, ale to se již začal seznamovat s entomology (Wimmer) a s profesory UK (Komárek, Breindl, Štorkán) a zapojil se do odbojové činnosti. Ukrýval také materiály popraveného profesora Štorkána. Studia na Přf UK dokončil v roce 1948 a po asistentuře na pedagogické fakultě přešel na katedru parazitologie a hydrobiologie, kde se v roce 1954 habilitoval na docenta a v roce 1963 byl jmenován profesorem. Katedru vedl potom po profesoru Jírovcovi. V letech 1963–1966 byl předsedou Československé zoologické společnosti.
Byl znalec komárů, lékařské entomologie a byl u nás jedním ze zakladatelů imunofluorescenční diagnostiky, která potom začala být používána k určení řady chorob.

## Publikace (výběr)
- Jírovec,O. a spol.: Parasitologii pro lékaře, SZdN, Praha 1954
- Kramář,J.: Komáři rodu Aëdes  v ČS, ČSAV Prah 1958
- Kramář,J.“ Fauna ČSR, sv. 13, Komáři bodaví – Culicinae, Nakl. čs.akademie věd, Praha (1958)
- Kramář,J., Černá Ž., Chalupský, J.: Immunofluoreszenzreaktionen in der serologichen Diagnostik der Toxoplasmose, Zentralblatt für Bakteriologie, Parasitenkunde, Infektionskrankenheiten und Hygiene, I Orig. 193, 523-534, 1964
- Jírovec,O. a spol.: Parasitologie für Ärzte, Jena VEB Gustav Fischer Verlag, 1960
- Doskočil, J.a spol.: Klíč zvířeny ČSSR, díl 5, Dvoukřídlí, Academia Praha 1977